# NHL 95
《NHL 95》是一款由艺电加拿大制作、EA Sports发行的体育类游戏，内容主要为模拟冰球比赛，最初于1994年在多个平台发行。本游戏是《NHL 94》的续作。